# Associação de Futebol de Setúbal
A Associação de Futebol de Setúbal (AFS) é o organismo que tutela as competições, clubes e atletas do Distrito de Setúbal. Foi fundada a 5 de Maio de 1927.

## Sede
A Associação de Futebol de Setúbal é sediada em Setúbal na Rua Gago Coutinho e Sacadura Cabral, nº.1.

## Competições AF de Setúbal
| Season  | 1ª Divisão                   | 2ª Divisão           | Taça                 |
| ------- | ---------------------------- | -------------------- | -------------------- |
| 2023/24 | Olímpico Montijo             | Sesimbra             | Comércio e Indústria |
| 2022/23 | Barreirense                  | Vitória FC B         | Alcochetense         |
| 2021/22 | Fabril                       | Amora                | Não Realizado        |
| 2020/21 | Barreirense                  | Vitória FC B         | Não Realizado        |
| 2019/20 | Sem Campeão                  | Sem Campeão          | Sem Campeão          |
| 2018/19 | Fabril                       | Comércio e Indústria | CD Cova da Piedade B |
| 2017/18 | Amora                        | Cova da Piedade B    | Barreirense          |
| 2016/17 | Olímpico Montijo             | FC Setúbal           | Amora                |
| 2015/16 | Fabril                       | Moitense             | Amora                |
| 2014/15 | Barreirense                  | Pesc. Caparica       | Alcochetense         |
| 2013/14 | Fabril                       | Olímpico Montijo     | Amora                |
| 2012/13 | Cova da Piedade              | U. Santiago          | Grandolense          |
| 2011/12 | Barreirense                  | Monte Caparina       | Barreirense          |
| 2010/11 | Olímpico Montijo             | Paio Pires           | Vasco da Gama Sines  |
| 2009/10 | Sesimbra                     | GDR Portugal         |                      |
| 2008/09 | Alcochetense                 |                      |                      |
| 2007/08 | Pesc. Caparica               |                      |                      |
| 2006/07 | Fabril                       |                      |                      |
| 2005/06 | Cova da Piedade              |                      |                      |
| 2004/05 | Alcochetense                 |                      |                      |
| 2003/04 | Almada                       |                      |                      |
| 2002/03 | Fabril                       |                      |                      |
| 2001/02 | U. Santiago                  |                      |                      |
| 2000/01 | Montijo                      |                      |                      |
| 1999/00 | Fabril                       |                      |                      |
| 1998/99 | Pinhalnovense                |                      |                      |
| 1997/98 | Alcochetense                 |                      |                      |
| 1996/97 | Almada                       |                      |                      |
| 1995/96 | Sesimbra                     |                      |                      |
| 1994/95 | Pesc. Caparica               |                      |                      |
| 1993/94 | Cova da Piedade              |                      |                      |
| 1992/93 | Comércio e Indústria         |                      |                      |
| 1991/92 | Palmelense                   |                      |                      |
| 1990/91 | Grandolense                  |                      |                      |
| 1989/90 | Alcacerense                  |                      |                      |
| 1988/89 | Clube de Futebol da Trafaria |                      |                      |
| 1987/88 | U. Banheirense               |                      |                      |
| 1986/87 | Palmelense                   |                      |                      |
| 1985/86 | Pesc. Caparica               |                      |                      |
| 1984/85 | Seixal                       |                      |                      |
| 1983/84 | U. Santiago                  |                      |                      |
| 1982/83 | Paio Pires                   |                      |                      |
| 1981/82 | Pesc. Caparica               |                      |                      |
| 1980/81 | Moitense                     |                      |                      |
| 1979/80 | Pesc. Caparica               |                      |                      |
| 1978/79 | Clube de Futebol da Trafaria |                      |                      |
| 1977/78 | Comércio e Indústria         |                      |                      |
| 1976/77 | 1º Maio Sarilhense           |                      |                      |
| 1975/76 | Clube de Futebol da Trafaria |                      |                      |
| 1974/75 | Marítimo Rosarense           |                      |                      |
| 1973/74 | U. Santiago                  |                      |                      |
| 1972/73 | Alcochetense                 |                      |                      |
| 1971/72 | Pesc. Caparica               |                      |                      |
| 1970/71 | Moitense                     |                      |                      |
| 1969/70 | Paio Pires                   |                      |                      |
| 1968/69 | Amora                        |                      |                      |
| 1967/68 | Grandolense                  |                      |                      |
| 1966/67 | Sesimbra                     |                      |                      |
| 1965/66 | Monte Caparina               |                      |                      |
| 1964/65 | Pesc. Caparica               |                      |                      |
| 1963/64 | Pesc. Caparica               |                      |                      |
| 1962/63 | Amora                        |                      |                      |
| 1961/62 | Amora                        |                      |                      |
| 1960/61 | Luso FC                      |                      |                      |
| 1959/60 | Não se realizou              |                      |                      |
| 1958/59 | Não se realizou              |                      |                      |
| 1957/58 | Não se realizou              |                      |                      |
| 1956/57 | Não se realizou              |                      |                      |
| 1955/56 | Seixal                       |                      |                      |
| 1954/55 | Seixal                       |                      |                      |
| 1953/54 | Amora                        |                      |                      |
| 1952/53 | Sesimbra                     |                      |                      |
| 1951/52 | Seixal                       |                      |                      |
| 1950/51 | Montijo                      |                      |                      |
| 1949/50 | Sesimbra                     |                      |                      |
| 1948/49 | Almada                       |                      |                      |
| 1947/48 | Cova da Piedade              |                      |                      |

## Clubes nos escalões nacionais
Na época 2016–17, a Associação de Futebol de Setúbal tinha os seguintes representantes nos campeonatos nacionais:
- Na Primeira Liga: Vitória de Setúbal
- na Segunda Liga: Cova da Piedade
- No Campeonato de Portugal:
  - Série G: Barreirense
  - Série H: Fabril do Barreiro e Pinhalnovense

## Campeonatos
Actualmente, existem campeonatos para os seguintes escalões:

### Futebol de 11
- Seniores -
- Juniores Sub19 - Juniores A
- Juvenis Sub17 - Juniores B
- Iniciados Sub15 - Juniores C

### Futebol de 7
- Infantis Sub13 - Juniores D
- Infantis Sub12 - Juniores D
- Benjamins Sub11 - Juniores E
- Benjamins Sub10 - Juniores E

### Futsal
- Seniores Masculinos
- Seniores Femininos
- Escalão de Sub20
- Juvenis Sub17 - Juniores B
- Iniciados Sub15 - Juniores C
- Infantis Sub13 - Juniores D
- Benjamins Sub11 - Juniores E

## Orgãos Sociais

### Presidente
- Dr. Joaquim José Sousa Marques

### Assembleia Geral
- Presidente: Francisco Manuel Gonçalves Cardoso
- Vice-Presidente: Dr. Rui Daniel Amaro Xavier Mourinha

### Conselho de Disciplina
- Presidente : Dr. António Manuel Valadas Lopes
- Vice-Presidente : Dr. Luis Filipe Pinheiro Valério

### Conselho de Arbitragem
- Presidente : Engº. Aníbal de Jesus Guerreiro
- Vice-Presidente : Rui Manuel Macau da Luz
- Vice-Presidente Futsal: Fernando Jorge Pereira

### Conselho Técnico
- Presidente : Dr. João Paulo da Matta Prates
- Vice-Presidente : Major João Firmino Nortadas

### Conselho Juridiscional
- Presidente: Dr. Rui Manuel Mendes Pimenta
- Vice-Presidente: Drª. Fernanda Filomena Peralta dos Santos
- Vice-Presidente: Drª. Maria Helena Loução Ribeiro da Silva

### Conselho de Contas
- Presidente: Dr. António Fernando Miranda Monteiro
- Vice-Presidente: Dr. Joaquim António Pereira Lebre